# 新锡里
新锡里（義大利語：Nova Siri），是意大利马泰拉省的一个市镇。总面积52平方公里，人口6725人，人口密度129.3人/平方公里（2009年）。ISTAT代码为077018。